# Oreopanax raimondii
Oreopanax raimondii là một loài thực vật thuộc họ Araliaceae. Đây là loài đặc hữu của Peru.